# 布雄
布雄（法語：Bouchon，法語發音：[buʃɔ̃] ⓘ）是法国上法蘭西大區索姆省的一个市镇，属于亚眠区。

## 地理
布雄（50°2'6"N, 2°1'47"E）面积4.6 平方千米，位于法国上法蘭西大區索姆省，该省份为法国北部沿海省份，北起加来海峡省和北部省，西接滨海塞纳省和大西洋英吉利海峡，南至瓦兹省，东临埃纳省。
与布雄接壤的市镇（或旧市镇、城区）包括：莱图瓦勒、隆村、穆夫莱尔、维莱苏萨伊。

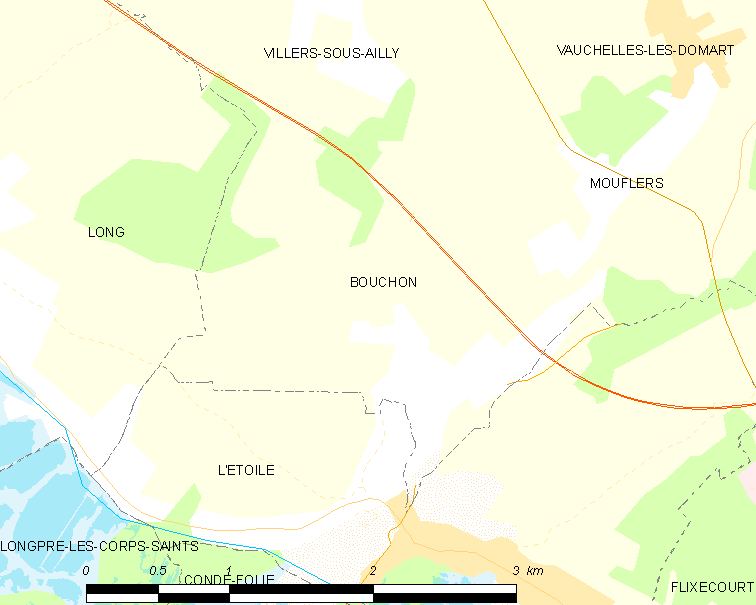
布雄的OSM定位图

布雄的时区为UTC+01:00、UTC+02:00（夏令时）。

## 行政
布雄的邮政编码为80830，INSEE市镇编码为80117。

## 政治
布雄所属的省级选区为弗利克斯库尔县。

## 人口

1962-2008年间布雄人口变化图示

布雄于2022年1月1日时的人口数量为158人。